# Lisa Bavington
Lisa Dawn Bavington (ur. w Scarborough w prowincji Ontario) − kanadyjska kulturystka.
Profesjonalna zawodniczka wagi ciężkiej przynależna do federacji International Federation of BodyBuilders (IFBB). W 1999 roku podczas Mistrzostw Kanady w Kulturystyce według federacji Canadian BodyBuilding Federation (CBBF) zdobyła złoty medal. Tego samego roku brała udział w Mistrzostwach Ameryki Północnej (fed. IFBB), gdzie osiągnęła piątą pozycję.
Jest zdeklarowaną biseksualistką.